# Eugene
Eugene é uma cidade do estado do Oregon, nos Estados Unidos. É a sede do Condado de Lane.
Está localizada no extremo sul do Vale do Willamette, perto da confluência dos rios McKenzie e de Willamette, cerca de 50 milhas (80 km) a leste da costa de Oregon.

## Geografia
De acordo com o United States Census Bureau, a cidade tem uma área de 113,3 km², onde 113,2 km² estão cobertos por terra e 0,05 km² por água.

## Demografia
Segundo o censo nacional de 2010, a sua população é de 156 185 habitantes e sua densidade populacional é de 1 379,31 hab/km². É a segunda cidade mais populosa do Oregon. Possui 69 951 residências, que resulta em uma densidade de 617,75 residências/km².

## Galeria de imagens

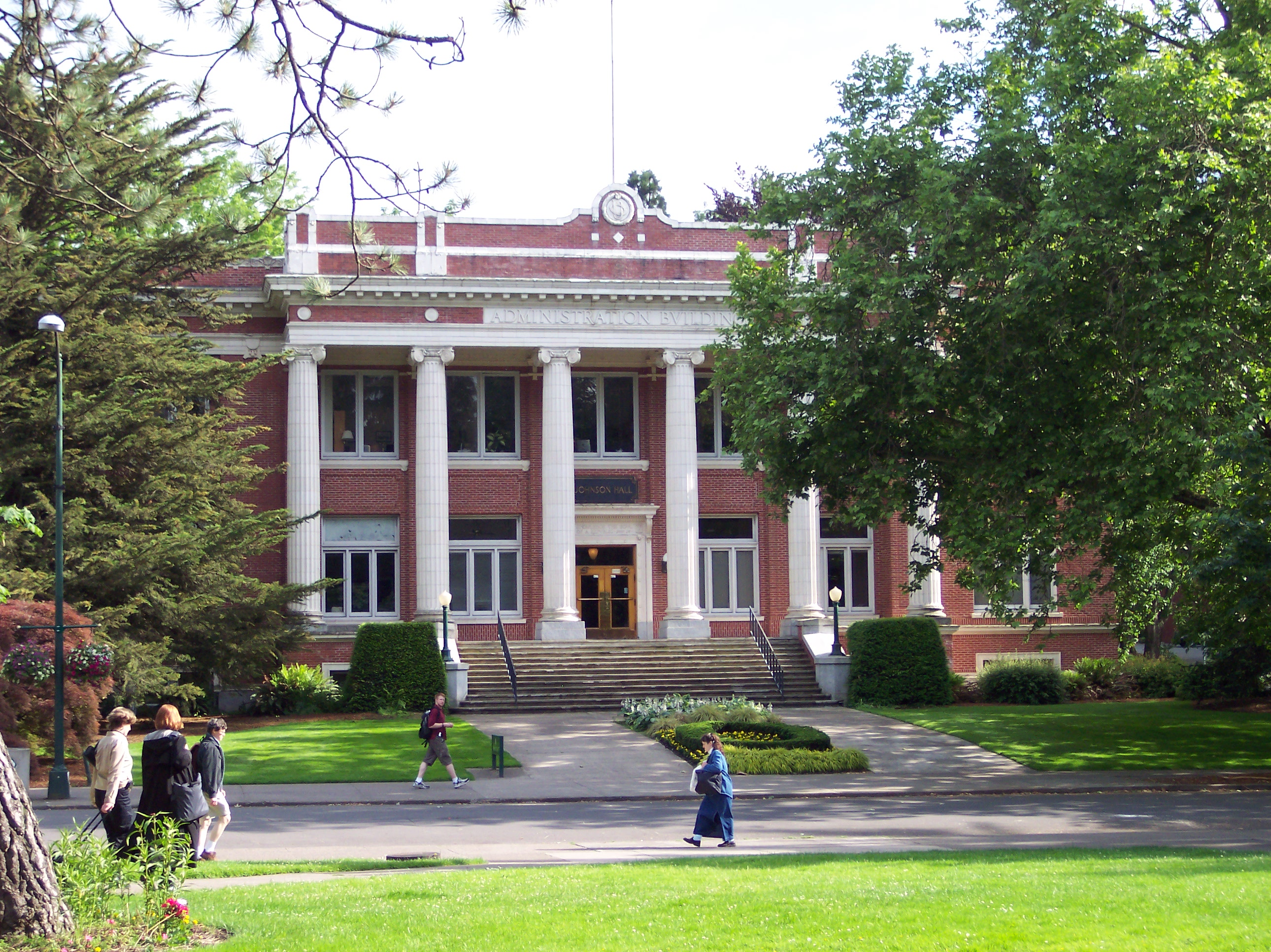
Johnson Hall, University of Oregon